# 拉迪·约瑟夫
拉迪·约瑟夫（匈牙利語：Rády József，1884年9月22日—1957年10月11日），匈牙利男子击剑运动员。他曾获得1928年夏季奥运会男子佩剑团体金牌和1924年夏季奥运会男子佩剑团体银牌。